# Flandern-Rundfahrt 2021
Die Flandern-Rundfahrt 2021 war die 105. Austragung des belgischen Eintagesrennens. Das Rennen fand am 4. April statt und war Teil der UCI WorldTour 2021. Die Flandern-Rundfahrt gehört wie Mailand–Sanremo, Paris–Roubaix, Lüttich–Bastogne–Lüttich und Il Lombardia zu den Monumenten des Radsports.

## Teilnehmende Mannschaften und Fahrer
Neben den 19 UCI WorldTeams standen 6 UCI ProTeams am Start. Für jedes Team, mit Ausnahme von Groupama-FDJ, starteten sieben Fahrer. Von den 174 Fahrern erreichten 123 Fahrer das Ziel. Das Team Deceuninck-Quick-Step startete unter dem Namen Elegant-QuickStep.
Mit Mathieu van der Poel (Alpecin-Fenix), Alberto Bettiol (EF Education-Nippo), Niki Terpstra (Total Direct Énergie), Peter Sagan (Bora-hansgrohe) und Alexander Kristoff (UAE Team Emirates) standen fünf ehemalige Gewinner des Rennens am Start. Ebenfalls starteten der Vorjahreszweite und Sieger von Gent–Wevelgem 2021 Wout van Aert (Jumbo-Visma), der amtierende Weltmeister Julian Alaphilippe (Elegant-Quick Step), der Sieger von E3 Saxo Bank Classic 2021 Kasper Asgreen (Elegant-Quick Step) und der Sieger von Dwars door Vlaanderen 2021 Dylan van Baarle (Ineos Grenadiers).
Nicht am Start stand Zdeněk Štybar (Elegant-Quick Step). Der Tscheche musste wegen Herzrhythmusstörungen im Vorfeld des Rennens operiert werden.

## Streckenführung
Die Strecke führte über 254,3 km von Antwerpen durch die Flämischen Ardennen nach Oudenaarde. Insgesamt mussten die Fahrer 7 Kasseien (Kopfsteinpflasterstraßen) und 19 Hellingen (kurze Anstiege in Flandern) absolvieren. Von Antwerpen führte die Route über Sint-Niklaas und Zottegem in Richtung Südwesten. Nach 84,8 gefahrenen Kilometern standen mit der Lippenhovestraat und der Paddestraat die ersten Kopfsteinpflasterpassagen auf dem Programm. Mit dem Katteberg wurde die erste Steigung 101,2 Kilometer nach dem Start befahren. Anschließend folgte die erste von drei Auffahrten auf den Oude Kwaremont.
Die finale Phase des Rennens begann mit der zweiten Auffahrt des Oude Kwaremont rund 55 Kilometer vor dem Ziel. Von nun an standen mit dem Paterberg, Koppenberg, Steenbeekdries, Taaienberg und Kruisberg nur noch Kopfsteinpflaster-Anstiege auf dem Programm. Zum Schluss mussten der Oude Kwaremont ein drittes und der Paterberg ein zweites Mal befahren werden. Die letzten 13 Kilometer führten auf einer flachen und geraden Straße nach Oudenaarde.
| #  |                    | Kilometer | Läng (m) | Ø Steigung | max. Steigung | Kopfsteinpflaster |
| -- | ------------------ | --------- | -------- | ---------- | ------------- | ----------------- |
|    | Lippenhovestraat   | 85,2      | 1300     |            |               | ●                 |
|    | Paddestraat        | 87        | 1500     |            |               | ●                 |
| 1  | Katteberg          | 102       | 500      | 7 %        | 11 %          | ●                 |
|    | Holleweg           | 103       | 1500     |            |               | ●                 |
| 2  | Oude Kwaremont     | 121       | 2200     | 4 %        | 11,6 %        | ●                 |
| 3  | Kortekeer          | 131,5     | 1000     | 6,4 %      | 17 %          |                   |
| 4  | Eikenberg          | 139,5     | 1170     | 5,6 %      | 11 %          | ●                 |
| 5  | Wolvenberg         | 142,5     | 645      | 7,9 %      | 17,3 %        |                   |
|    | Karel Martelstraat | 143,8     | 1230     |            |               | ●                 |
|    | Jagerij            | 146,7     | 800      |            |               | ●                 |
| 6  | Molenberg          | 152,5     | 463      | 7 %        | 14,2 %        | ●                 |
| 7  | Marlboroughstraat  | 156,5     | 2040     | 3 %        | 7 %           |                   |
| 8  | Berendries         | 160,5     | 940      | 7 %        | 12,3 %        |                   |
| 9  | Valkenberg         | 165,5     | 540      | 8,1 %      | 12,8 %        |                   |
| 10 | Berg Ten Houte     | 178       | 1100     | 6,3 %      | 21 %          |                   |
| 11 | Kanarieberg        | 183,5     | 1000     | 7,7 %      | 14 %          |                   |
| 12 | Oude Kwaremont     | 199,5     | 2200     | 4 %        | 11,6 %        | ●                 |
| 13 | Paterberg          | 203       | 360      | 12,9 %     | 20,3 %        | ●                 |
| 14 | Koppenberg         | 209,5     | 600      | 11,6 %     | 22 %          | ●                 |
|    | Mariaborrestraat   | 213,6     | 2400     |            |               | ●                 |
| 15 | Steenbeekdries     | 215       | 700      | 5,3 %      | 6,7 %         | ●                 |
|    | Stationsberg       | 215       | 700      |            |               | ●                 |
| 16 | Taaienberg         | 217,5     | 530      | 6,6 %      | 15,8 %        | ●                 |
| 17 | Kruisberg-Hotond   | 227,5     | 2500     | 5 %        | 9 %           | ●                 |
| 18 | Oude Kwaremont     | 237,5     | 2200     | 4 %        | 11,6 %        | ●                 |
| 19 | Paterberg          | 241       | 360      | 12,9 %     | 20,3 %        | ●                 |
|    | Ziel               | 254,3     |          |            |               |                   |

## Rennverlauf
Kurz nach dem Start bildete sich eine sieben Fahrer umfassende Ausreißergruppe. Mit dabei waren Stefan Bissegger (EF Education-Nippo), Jelle Wallays (Cofidis), Mathias Norsgaard Jørgensen (Team Movistar), Fabio Van Den Bosche (Sport Vlaanderen-Baloise), Mathijs Paasschens (Bingoal Pauwels Sauces WB), Nico Denz (Team DSM) und Hugo Houle (Astana-Premier Tech). Im Hauptfeld wurden die Fahrer Jewgeni Fedorow (Astana-Premier Tech) und Otto Vergaerde (Alpecin-Fenix) aufgrund einer Rangelei aus dem Rennen genommen.
Die beiden ersten Kopfsteinpflaster-Passagen auf der Lippenhovestraat und Paddestraat stellten keine Schwierigkeit für die Fahrer dar. Sep Vanmarcke (Israel Start-Up Nation) konnte nach einem Platten schnell wieder zum Hauptfeld aufschließen. Nach etwa 100 gefahrenen Kilometern stand mit dem Katteberg der erste der 19 Anstiege auf dem Programm. Der Vorsprung der Ausreißergruppe betrug zu diesem Zeitpunkt etwa zwölf Minuten. Auf der ersten Passage des Oude Kwaremont formierten sich die Teams im Hauptfeld das erste Mal. Die Mannschaften Elegant-Quick Step und Jumbo-Visma gestalteten an den folgenden Anstiegen des Kortekeer, Eikenberg und Wolvenberg die Tempoarbeit. Der Schweizer Michael Schär (AG2R Citroën) fiel mit
einem Defekt zurück und wurde von der Jury disqualifiziert, nachdem er Zuschauern eine Trinkflasche zugeworfen hatte. Zwar war es nach den seit 1. April geltenden Regeln verboten, Abfall außerhalb gekennzeichneter Zonen zu entsorgen, diese Auslegung traf jedoch auf weitverbreitete Kritik.
Erste Attacken
Auf dem Molenberg, 102 Kilometer vor dem Ziel, zog das Elegant-Quick Step Team durch eine Tempoverschärfung das Feld in die Länge. Die ersten Angriffe aus dem Hauptfeld kamen jedoch erst auf dem nächsten Anstieg, dem Berendries. Zehn Fahrer konnten sich lösen. Mit dabei waren Bryan Coquard (B&B Hotel p/b KTM), Edvald Boasson Hagen (Team Total Direct Énergie), Edward Theuns (Trek-Segafredo), Luke Rowe (Ineos Grenadiers), Davide Ballerini (Elegant-Quick Step) und Kevin Geniets (FDJ), der den Angriff initiiert hatte. Die Ausreißer wurden jedoch am Valkenberg von dem Hauptfeld gestellt. Mads Pedersen (Trek Segafredo), der Weltmeister von 2019, fiel aus dem Hauptfeld zurück. Auf dem Kanarieberg, 71 Kilometer vor dem Ziel, löste sich Søren Kragh Andersen (Team DSM) kurz vom Hauptfeld, ehe er sich wieder einholen ließ, da er die Lücke zu den führenden Fahrern (2:30 min) allein nicht schließen konnte.
66 Kilometer vor dem Ziel kam es im Hauptfeld zu einem Sturz, in den neben Kasper Asgreen und Julian Alaphilippe (beide Elegant-Quick Step) auch Michael Matthews (Team BikeExchange), Oliver Naesen (AG2R Citroën Team) und Alexander Kristoff (UAE Team Emirates) verwickelt waren. Sie alle konnten jedoch vor der zweiten Passage des Oude Kwaremont wieder zum Peloton aufschließen, während die Alpecin-Fenix-Fahrer Oscar Riesebeek und Silvan Dillier das Rennen aufgeben mussten. Auf dem Anstieg des Oude Kwaremont setzte sich Stefan Bissegger von der auseinanderfallenden Fluchtgruppe ab. Dahinter erhöhte Mathieu van der Poel (Alpecin-Fenix) das Tempo, und das Hauptfeld teilte sich zum ersten Mal in mehrere Gruppen auf.
Nach dem Paterberg und Koppenberg wurde mit Stefan Bissegger der letzte Fahrer der Ausreißergruppe gestellt. Es bildete sich eine neue Spitzengruppe, in der neben dem Schweizer acht weitere Fahrer vertreten waren: Mathieu van der Poel, Julian Alaphilippe, Wout Van Aert (Team Jumbo-Visma), Anthony Turgis (Team Total Direct Énergie), Tim Wellens (Lotto-Soudal), Thomas Pidcock (Ineos Grenadiers), Christophe Laporte (Cofidis, Solutions Crédits) und Marco Haller (Bahrain-Victorious). Wenige Sekunden dahinter befand sich eine Verfolgergruppe, in der mit Kasper Asgreen (Elegant-Quick Step), Greg Van Avermaet (AG2R Citroën Team) und Jasper Stuyven (Trek-Segafredo) weitere Top-Fahrer vertreten waren.
Entscheidende Phase
Auf der Mariaborrestraat griff Marco Haller an und löste sich aus der Spitzengruppe, die von der Verfolgergruppe gestellt wurde. Wenig später fiel auf dem Kopfsteinpflasteranstieg des Taaienberg, 37 Kilometer vor dem Ziel, die Vorentscheidung. Mathieu van der Poel, Kasper Asgreen, Wout Van Aert, Julian Alaphilippe und Dylan Teuns (Bahrain-Victorious) schlossen zu Marco Haller auf und distanzierten die restlichen Fahrer.
Auf dem Anstieg zum Kruisberg schaffte es Anthony Turgis zwar, die Lücke zu den Führenden zu schließen. Doch wenig später, 27 Kilometer vor dem Ziel, griff Kasper Asgreen an, und einzig Mathieu van der Poel und Wout Van Aert konnten ihm folgen. Die drei arbeiteten gut zusammen und fuhren mit einem Vorsprung von einer halben Minute in den vorletzten Anstieg, den Oude Kwaremont. Mathieu van der Poel attackierte auf dem Kopfsteinpflasteranstieg und konnte zunächst sowohl Wout Van Aert als auch Kasper Asgreen distanzieren. Der Däne kämpfte sich jedoch an das Hinterrad des Niederländers zurück. Julian Alaphilippe, Anthony Turgis, Dylan Theuns und Marco Haller wurden auf dem Oude Kwaremont von einer Verfolgergruppe eingeholt.
Den letzten Anstieg (Paterberg) bezwangen Mathieu van der Poel und Kasper Asgreen gemeinsam und gingen in die letzten 13 flachen Kilometer. Wout Van Aert, der viel Zeit auf die beiden verloren hatte, wurde von einer Verfolgergruppe eingeholt, die aus acht Fahrern bestand.
Auf den letzten Kilometern nach Oudenaarde pendelte sich der Vorsprung der beiden Führenden auf eine halbe Minute ein. Kasper Asgreen gewann die 105. Austragung der Flandern-Rundfahrt im Sprint, den er rund 200 Meter vor dem Ziel von der zweiten Position aus eröffnete. Den dritten Platz belegte Greg Van Avermaet vor Jasper Stuyven, die sich auf den letzten Kilometern von der Verfolgergruppe lösen konnten.

## Rennergebnis
| Platz | Fahrer               | Nation | Team                              | Zeit                   |
| ----- | -------------------- | ------ | --------------------------------- | ---------------------- |
| 01.   | Kasper Asgreen       | DEN    | Elegant-Quick Step                | 6:02:12 h (42,13 km/h) |
| 02.   | Mathieu van der Poel | NED    | Alpecin-Fenix                     | "                      |
| 03.   | Greg Van Avermaet    | BEL    | AG2R Citroën Team                 | + 0:32 min             |
| 04.   | Jasper Stuyven       | BEL    | Trek-Segafredo                    | + 0:33 min             |
| 05.   | Sep Vanmarcke        | BEL    | Israel Start-Up Nation            | + 0:47 min             |
| 06.   | Wout Van Aert        | BEL    | Team Jumbo-Visma                  | "                      |
| 07.   | Gianni Vermeersch    | BEL    | Alpecin-Fenix                     | "                      |
| 08.   | Anthony Turgis       | FRA    | Team Total Direct Énergie         | "                      |
| 09.   | Florian Sénéchal     | FRA    | Elegant-Quick Step                | "                      |
| 10.   | Dylan van Baarle     | NED    | Ineos Grenadiers                  | "                      |
| 11.   | Christophe Laporte   | FRA    | Cofidis, Solutions Crédits        | "                      |
| 12.   | Tiesj Benoot         | BEL    | Team DSM                          | + 0:49 min             |
| 13.   | Dimitri Claeys       | BEL    | Team Qhubeka Assos                | + 2:15 min             |
| 14.   | Marcus Burghardt     | GER    | Bora-Hansgrohe                    | "                      |
| 15.   | Peter Sagan          | SVK    | Bora-Hansgrohe                    | "                      |
| 16.   | Danny van Poppel     | NED    | Intermaché-Wanty-Gobert Matériaux | "                      |
| 17.   | Yves Lampaert        | BEL    | Elegant-Quick Step                | "                      |
| 18.   | Alexander Kristoff   | NOR    | UAE Team Emirates                 | "                      |
| 19.   | Tom Van Asbroeck     | BEL    | Israel Start-Up Nation            | "                      |
| 20.   | Heinrich Haussler    | AUS    | Bahrain-Victorious                | "                      |